# Cartago (tổng)
Cartago là một tổng trong tỉnh Cartago, Costa Rica. Tổng này có diện tích 287,77 km², dân số năm 2008 là 149657 người..